# جي إف كاي إنترتاينمنت تشارتس
جي إف كاي إنترتاينمنت تشارتس (بالإنجليزية:GfK Entertainment charts) هو الترتيب الأسبوعي الموسيقي لأفضل الأغاني الموسيقية والتسجيلات في ألمانيا يصدر هذا الترتيب من شركة جي إي كاي إنترتاينمنت وألتي كانت تعرف سابقاً بميديا كونترول وتصدر كذلك من شركة بوندسفيرباند ميوزك إندستري وتظهر هذا الترتيب أفضل 100 أغنية وألبوم وأفضل 100 أغنية في الجاز وأفضل 30 أغنية كلاسيكية.